# محمد فتحی
محمد فتحی (انگلیسی: Mohamed Fathi)

## زندگی‌نامه
محمد فتحی فارغ التحصیل رشته موسیقی از دانشکده هنر و معماری است و نوازندگی تار و سه تار را نزد اساتید برجسته‌ای چون هوشنگ ظریف، کیوان ساکت، داریوش پیرنیاکان و محمدرضا لطفی آموخت. هم چنین آهنگسازی را توسط دکتر شاهین فرهت و دکتر احمد پژمان آموزش دید. تولید موسیقی برای صدا و سیما و کسب عنوان نخست جشنواره موسیقی فجر  سال ۸۹ در زمینه گروه‌نوازی به عنوان نوازنده و آهنگساز از اولین تجربیات رو به‌طور رسمی است. محمد فتحی شعر و آهنگ را به صورت همزمان خلق می‌کند و ترانه‌هایش حال و هوای متفاوتی دارند. 

## فعالیت سیاسی
او از ابتدا ترانه‌هایی می‌سرود که آوانگارد و سنت‌شکنانه تلقی می‌شد (مثل کاپیتان بلک) و پس از خیزش ۱۴۰۱ ایران فعال‌تر از قبل، برای حمایت از اعتراضات مردمی خواند. او در ترانه یلدا، یلدا آقافضلی را یادآوری کرد و پیرو تمامی فعالیت‌های مدنی خود در قامت هنر، به گزارش خبرگزاری فعالان حقوق بشر ایران در دادگاه، تفهیم اتهام شد.

## آثار او
| آثار        |
| ----------- |
| شانه‌هایت    |
| قلبم مال تو |
| کاپیتان‌بلک  |
| رویاهامون   |
| می‌رود دلم   |
| تا کجا      |
| سفر با تو   |
| بباره بارون |
| کودکانه     |
| آی عشق      |
| راه آهن     |
| دنیا دنیا   |
| رنگ انار    |